# Salvpjäs
- Övre vänster: Raketsalvpjäs – 15 cm Nebelwerfer 41
- Övre höger: Orgelbössa med hjullavettage från 1600-talet
- Undre vänster: Raketsalvpjäs – Katiusja ("Stalinorgeln")
- Undre höger: Salvpistol med flintlås, typ "ankfot"

Salvpjäs, mer specifikt salvvapen, är skjutvapen utformade med flera enkelladdade skjutanordningar (pipor, eldrör, raketställ, etc) kopplade till en enkel utlösningsmekanism. Syftet med konfigurationen är att skapa enkla skjutvapen med förmågan att avlossa skottsalvor (flera skott inom ett kort spann), utan behov av komplicerad automatladdning eller vapenmagasin. Dessa skottsalvor kan bestå av flera samtidigt avlossade skott (serieskjutning) eller skott avlossade i följd (automatskjutning), men även skottvis funktion (enkelskjutning) förekommer som alternativ hos vissa exempel.
Tidiga exempel på salvvapen är orgelbössan och olika flerpipiga svartkrutsvapen, medan moderna exempel främst är olika former av raketvapen, såsom raketartilleri eller flygburna raketkapslar.
Svenska krigsmakten brukade från slutet av 1940-talet fram till 1950-talet en experimentell salvpjäs med rekylfria eldrör, kallad 10,5 cm salvkanon m/46. Denna bestod av arton stycken 10,5 cm infanterikanon m/45 som monterats ihop i tre fast ovanpålagrade led om sex och kom att byggas i fyra exemplar.

## Typexempel
- Orgelbössa
- Raketartilleri (raketsalvpjäs)
- Raketkapsel